# رابرت لوید لیندسی، اولین بارون وانتیج
رابرت لوید لیندسی، اولین بارون وانتیج (انگلیسی: Robert Loyd-Lindsay, 1st Baron Wantage; ۱۷ آوریل ۱۸۳۲ – ۱۰ ژوئن ۱۹۰۱) فرد نظامی اهل پادشاهی متحد بریتانیای کبیر و ایرلند بود. وی همچنین برندهٔ جوایزی همچون نشان حمام شده‌است.